# Spartacus International Gay Guide
Pour les articles homonymes, voir Spartacus (homonymie).
Spartacus International Gay Guide (en français : le Guide Gay International) est un guide gay de voyage publié annuellement depuis 1970, au début par John Stamford, actuellement par GayGuide UG à Berlin. Ce guide s'affiche comme un guide de voyage à destination d'un public masculin homosexuel et adulte. 
Le guide est racheté par Bruno Gmünder en 1987. Il est vendu aux propriétaires de GayGuide UG in 2017, et devient dès lors une publication digitale.  
En 1995, son éditeur jusqu'en 1986, John D. Stamford (de), est accusé d'« incitation à l'exploitation sexuelle des enfants » pour avoir donné les adresses d'établissements de prostitution enfantine dans plusieurs pays du tiers monde,. Le guide Spartacus n'est pas directement mis en cause. Stamford meurt l'année suivante d'une crise cardiaque.